# Gnophos mucidaria
Gnophos mucidaria är en fjärilsart som beskrevs av Hugo Theodor Christoph 1885. Gnophos mucidaria ingår i släktet Gnophos och familjen mätare. Inga underarter finns listade i Catalogue of Life.